# Lewis Allaire Scott
Lewis Allaire Scott (11 de febrero de 1759 - 17 de marzo de 1798) fue un político estadounidense.

## Carrera
Lewis Allaire Scott fue hijo de Helena Rutgers y John Morin Scott. Su juventud se vio ensombrecida por la Guerra de la Independencia. El 18 de enero de 1785 se casó con Julianna Sitgreaves, hermana del congresista Samuel Sitgreaves. Su hijo fue el alcalde de Filadelfia (Pensilvania) John Morin Scott (1789–1858). Lewis Allaire Scott se convirtió en Secretario de Estado de Nueva York en 1784, cargo que ocupó hasta su muerte. Fue enterrado en la Iglesia de la Trinidad de la ciudad de Nueva York.